# محمدحسن
محمدحسن مرکب از دو نام محمد و حسن، از نام‌های اسلامی برای مردان است. برخی افراد با این نام عبارتند از:
- محمدحسن آشتیانی
- محمدحسن ممقانی
- محمدحسن گنجی
- محمدحسن اسلامی
- محمدحسن قدیری ابیانه
- محمدحسن طریقت منفرد
- محمدحسن انصاری‌فرد
- محمدحسن میرزا